# 小行星2512
小行星2512（2512 Tavastia）是一颗围绕太阳公转的小行星。1940年4月3日，于尔约·韦伊塞莱在图尔库发现了此天体。
該小行星以芬蘭的歷史省份海梅命名。
这颗小行星的绝对星等为14.84224等。